# Cape Cod Canal
Der Cape-Cod-Kanal ist eine künstliche Wasserstraße im US-Bundesstaat Massachusetts, die die Cape Cod Bay im Norden mit der Buzzards Bay im Süden verbindet und Teil des Atlantic Intracoastal Waterway ist. Er durchmisst einen natürlichen Isthmus, der Cape Cod mit dem Festland verbindet. Auf einem Großteil seiner Strecke folgt der Kanal Tideflüssen von bis zu 150 m Breite und 9,8 m Tiefe (bei Niedrigwasser). Er kürzt die Route um das Kap um 217 km ab und wird jährlich von rund 14.000 Wasserfahrzeugen genutzt.
Über den Kanal führen zwei Stahlbogenbrücken für Kraftfahrzeuge und eine Hubbrücke für Eisenbahnen (hier von Ost nach West aufgelistet), die alle eine Durchfahrthöhe von 41 m bieten:
- die Sagamore Bridge in Sagamore mit dem Mid-Cape Highway (U.S. Highway 6) und Claire Saltonstall Bikeway,
- die Bourne Bridge mit dem General MacArthur Boulevard (Massachusetts Route 25) und
- die Cape Cod Canal Railroad Bridge (auch Buzzards Bay Railroad Bridge) in Bourne, Massachusetts, nahe Buzzards Bay für Eisenbahnverkehre zwischen Cape Cod und dem Festland.

## Allgemeines
Der größte Teil des Kanals liegt in der Stadt Bourne, aber sein nordöstlicher Endpunkt befindet sich in Sandwich. Das Scusset Beach State Reservation liegt in der Nähe des Nordeingangs des Kanals, während sich die Massachusetts Maritime Academy in der Nähe des Südeingangs befindet. Die schnell fließende Strömung wechselt alle sechs Stunden die Richtung und kann bei Ebbe eine Geschwindigkeit von bis zu 8,4 km/h erreichen. Die Wasserstraße wird vom United States Army Corps of Engineers unterhalten und ist gebührenfrei nutzbar. Sie wird von der Cape Cod Canal Railroad Bridge, der Bourne Bridge und der Sagamore Bridge überspannt. Ampeln an beiden Enden regeln die Annäherung von Schiffen über 20 m Länge. Die maximalen Schiffsmaße zur Durchfahrt betragen
- Länge: 251 m
- Breite: wird in Übereinstimmung mit einer sicheren Schifffahrt durch die Kontrolltiefen und -breiten des Kanals bestimmt
- Höhe: 41 m
- Tiefgang: 9,8 m.

Der Kanal wird gelegentlich von Walen und Delfinen genutzt, darunter auch vom Aussterben bedrohte Atlantische Nordkaper; diese können eine vorübergehende Schließung des Kanals verursachen.

## Geschichte
Der Bau eines Kanals wurde erstmals 1623 von Myles Standish aus der Kolonie Plymouth in Erwägung gezogen. Die Pilgerväter erkundeten den tief liegenden Landstrich zwischen den Flüssen Manomet und Scusset nach möglichen Routen. William Bradford gründete 1627 den Handelsposten Aptucxet an der Portage zwischen den Flüssen. Der Handel mit den Indianern der Narragansett-Bucht und den Niederländern in Neu-Niederlande florierte. Dies war ein wichtiger Faktor, der es den Pilgern ermöglichte, ihre Schulden zu begleichen. 1697 prüfte der General Court of Massachusetts den ersten formellen Vorschlag zum Bau des Kanals, ergriff jedoch keine Maßnahmen. Im Jahr 1717 wurde in Orleans, Massachusetts, ein Kanal mit dem Namen Jeremiah's Gutter angelegt, der einen schmaleren Abschnitt des Kaps in östlicher Richtung überspannte. Dieser blieb aber nur bis in die späten 1800er Jahre in Betrieb. Energischere Planungen mit Vermessungen fanden wiederholt 1776 (durch George Washington), 1791, 1803, 1818, 1824–1830 und 1860 statt. Keines dieser Vorhaben wurde verwirklicht.
Die ersten Versuche, tatsächlich einen Kanal zu bauen, fanden erst im späten 19. Jahrhundert statt. Den früheren Planern ging entweder das Geld aus oder sie waren mit dem Umfang des Projekts überfordert. Die Ingenieure entschieden sich schließlich für eine Route durch die Berghänge, indem sie die Flüsse Manomet und Scusset verbanden und verbreiterten. Die ersten Aushubarbeiten begannen 1880, als die Cape Cod Ship Canal Company 400 eingewanderte italienische Arbeiter einstellte, die mit Schaufeln und Schubkarren zu graben begannen. Das Geld für die Arbeiten ging fast sofort zur Neige. Die Arbeiter wurden nicht bezahlt und mussten in Sandwich um Essen betteln. 1883 wurde die Cape Cod Ship Canal Company umstrukturiert. Unter der Leitung des Ingenieurs Frederick Lockwood nutzte das Unternehmen einen Eimerkettenbagger, um fast eine Meile des Kanals durch die Sümpfe von Sandwich freizulegen, bevor es 1891 den Betrieb einstellte.

### Privates Bauvorhaben

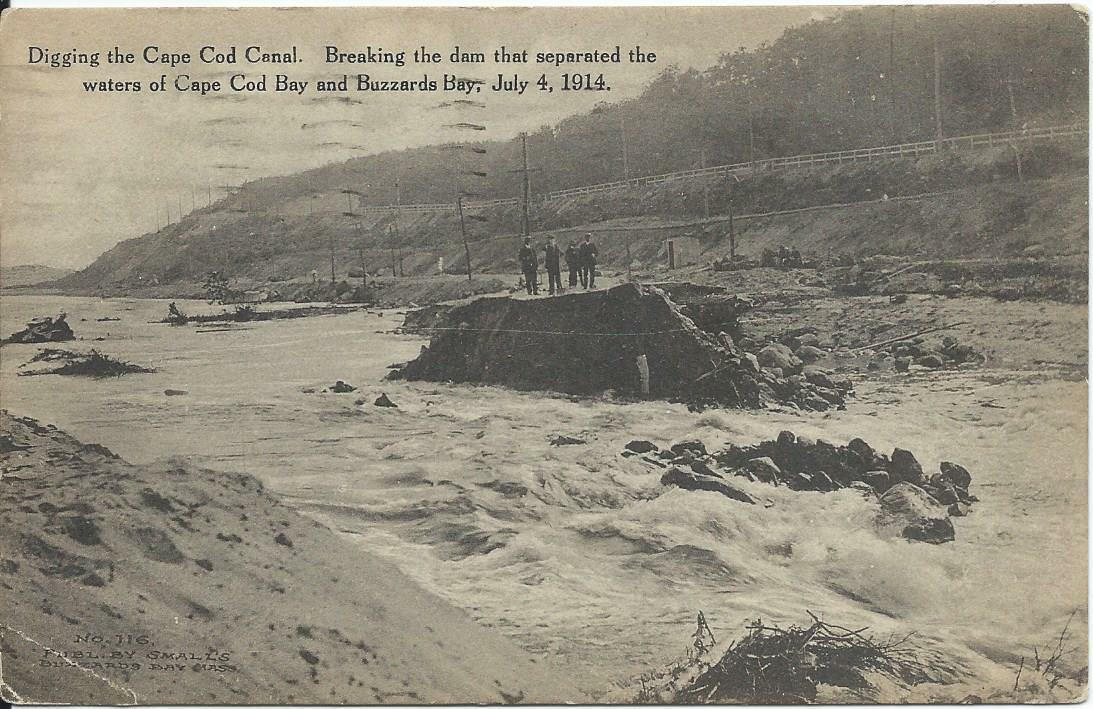
Postkartenansicht des Dammbruchs vom 4. Juli 1914, der die beiden Flüsse trennte

Am 22. Juni 1909 begann schließlich der Bau eines funktionierenden Kanals unter der Leitung der Boston, Cape Cod & New York Canal Company von August Belmont Jr. nach Plänen des Ingenieurs William Barclay Parsons. Die Kanalingenieure stießen auf viele Probleme, wie z. B. riesige Felsbrocken unter Wasser, da ein Großteil von Cape Cod eine Moräne ist. Taucher wurden angeheuert, um sie zu sprengen, aber der Aufwand verlangsamte die Baggerarbeiten. Ein weiteres Problem waren kalte Winterstürme, die die Ingenieure zwangen, die Baggerarbeiten ganz einzustellen und auf den Frühling zu warten. Dennoch wurde der Kanal am 29. Juli 1914 in begrenztem Umfang eröffnet und am 10. April 1916 fertiggestellt. Der in Privatbesitz befindliche gebührenpflichtige Kanal hatte eine maximale Breite von 30 m und eine maximale Tiefe von 7,6 m. Er führte über eine etwas schwierige Strecke von Phinney Harbor an der Spitze der Buzzards Bay. Aufgrund der engen Fahrrinne und der schwierigen Navigation ereigneten sich mehrere Unfälle, die den Verkehr einschränkten und dem Ruf des Kanals schadeten. Die Durchfahrtsgebühren blieben daher hinter den Erwartungen der Investoren zurück, obwohl die Handelsroute von New York City nach Boston um 100 km verkürzt wurde.

### Verstaatlichung und Ausbau
Das deutsche U-Boot U 156 tauchte am 21. Juli 1918 etwa fünf Kilometer vor Orleans, Massachusetts, auf und beschoss den Schlepper Perth Amboy und seine vier Lastkähne. Vier Tage später übernahm der Generaldirektor der United States Railroad Administration durch eine Proklamation des Präsidenten die Zuständigkeit und den Betrieb des Kanals. Das United States Army Corps of Engineers baggerte den Kanal auf eine Tiefe von 7,6 m aus, während er bis 1920 unter staatlicher Kontrolle blieb. Im Jahr 1928 erwarb die Regierung den Kanal für 11,4 Millionen Dollar als kostenlose öffentliche Wasserstraße. Zwischen 1935 und 1940 wurden 21 Millionen Dollar ausgegeben, um die Breite des Kanals auf 150 Meter und seine Tiefe auf 9,8 Meter zu erhöhen. Damit wurde er zum breitesten Kanal auf Meereshöhe seiner Zeit. Der südliche Eingang des Kanals wurde umgebaut, so dass er seitdem direkt von der Buzzards Bay und nicht mehr über Phinney Harbor zugänglich ist. Vor Baubeginn baute das Massachusetts Institute of Technology ein riesiges Modell des Kanals im Maßstab 1:587, um die hydraulischen Auswirkungen der Gezeitenströmungen auf den vergrößerten und umgeleiteten Kanal zu untersuchen.

### Zweiter Weltkrieg
Während des Zweiten Weltkriegs nutzte die Schifffahrt den Kanal erneut, um den vor der Küste patrouillierenden U-Booten auszuweichen. Er wurde durch Küstenartillerie-Batterien im Sagamore Hill Military Reservation am nördlichen Eingang und im Butler Point Military Reservation am südlichen Eingang geschützt. Die Artillerie wurde nie zur Verteidigung des Kanals eingesetzt.
Der Collier Stephen R. Jones der Mystic Steamship Company lief auf Grund und sank am 28. Juni 1942 im Kanal. Der Schiffsverkehr wurde um Cape Cod herumgeleitet, und ein umgeleitetes Schiff, der Liberty-Frachter Alexander Macomb, wurde am 3. Juli von dem deutschen U-Boot U-215 torpediert, wobei 10 Menschen ums Leben kamen. Der Kanal wurde am 31. Juli wieder geöffnet, nachdem die havarierte Stephen R. Jones mit Hilfe von 17 Tonnen Dynamit entfernt worden war.

## Freizeitnutzung
Der Kanal wird intensiv von Freizeit- und Handelsschiffen genutzt. Wirtschaftswege auf beiden Seiten des Kanals bieten Zugang zum Angeln und werden stark von Inline-Skatern, Radfahrern und Spaziergängern genutzt. An den Zugangspunkten gibt es mehrere Parkmöglichkeiten. Der Bourne Scenic Park wird vom Corps of Engineers an die Town of Bourne Recreation Authority verpachtet und dient als Zelt- und Wohnmobilstellplatz direkt am Kanal.
Das Army Corps of Engineers unterhält das Cape Cod Canal Visitor Center, das die Besucher mit der Geschichte, den Merkmalen und dem Betrieb des Kanals vertraut macht. Zu den Einrichtungen gehören ein ausgemustertes 12-Meter-Patrouillenboot des US Army Corps of Engineers, ein Theater mit 46 Sitzplätzen, in dem fortlaufend DVD-Präsentationen über die Geschichte des Kanals, die Flora und Fauna des Kanals, Echtzeit-Radar- und Kamerabilder der Wasserstraße sowie eine Vielzahl interaktiver Exponate gezeigt werden. Parkranger des Korps betreuen das Zentrum und bieten kostenlose öffentliche Programme zu einer Vielzahl von Themen an. Das Visitor Center ist saisonal von Mai bis Oktober geöffnet und der Eintritt ist frei. Es befindet sich am Moffitt Drive in Sandwich in der Nähe des Ostendes des Kanals. Ein zweites, saisonal besetztes Zentrum befindet sich am Hering Run entlang des Scenic Highway.
Die Scusset Beach State Reservation liegt nördlich des östlichen Endes des Kanals und bietet Strandeinrichtungen sowie Zelt- und Wohnmobilstellplätze. Ein 1,1 km langer Weg führt zum Sagamore Hill, einem ehemaligen Indianertreffpunkt und Standort einer Küstenbefestigung aus dem Zweiten Weltkrieg. Der Bournedale Hills Trail erstreckt sich über 2,3 km entlang der Nordseite des Kanals vom Bourne Scenic Park Campground bis zum Herring Run. Der Weg umfasst einen 1,3 km langen Rundweg, der die historischen und natürlichen Merkmale des Kanals erläutert.

### Fiktiver Tunnel
Im späten 20. Jahrhundert wurde eine Parodie über einen fiktiven Straßentunnel populär, der angeblich in den 1960er Jahren unter dem Cape Cod Canal gebaut wurde. Der Begriff wurde in Massachusetts populär als Kommentar zu dem starken Verkehr, der in den Sommermonaten nach Cape Cod ein- und ausfährt. Seit 1994 werden in Geschäften rund um das Kap Aufkleber als beliebte Souvenirs verkauft, die angebliche „Genehmigungen“ darstellen, die die Benutzung des Tunnels erlauben.

## Bildergalerie

Cape Cod Canal
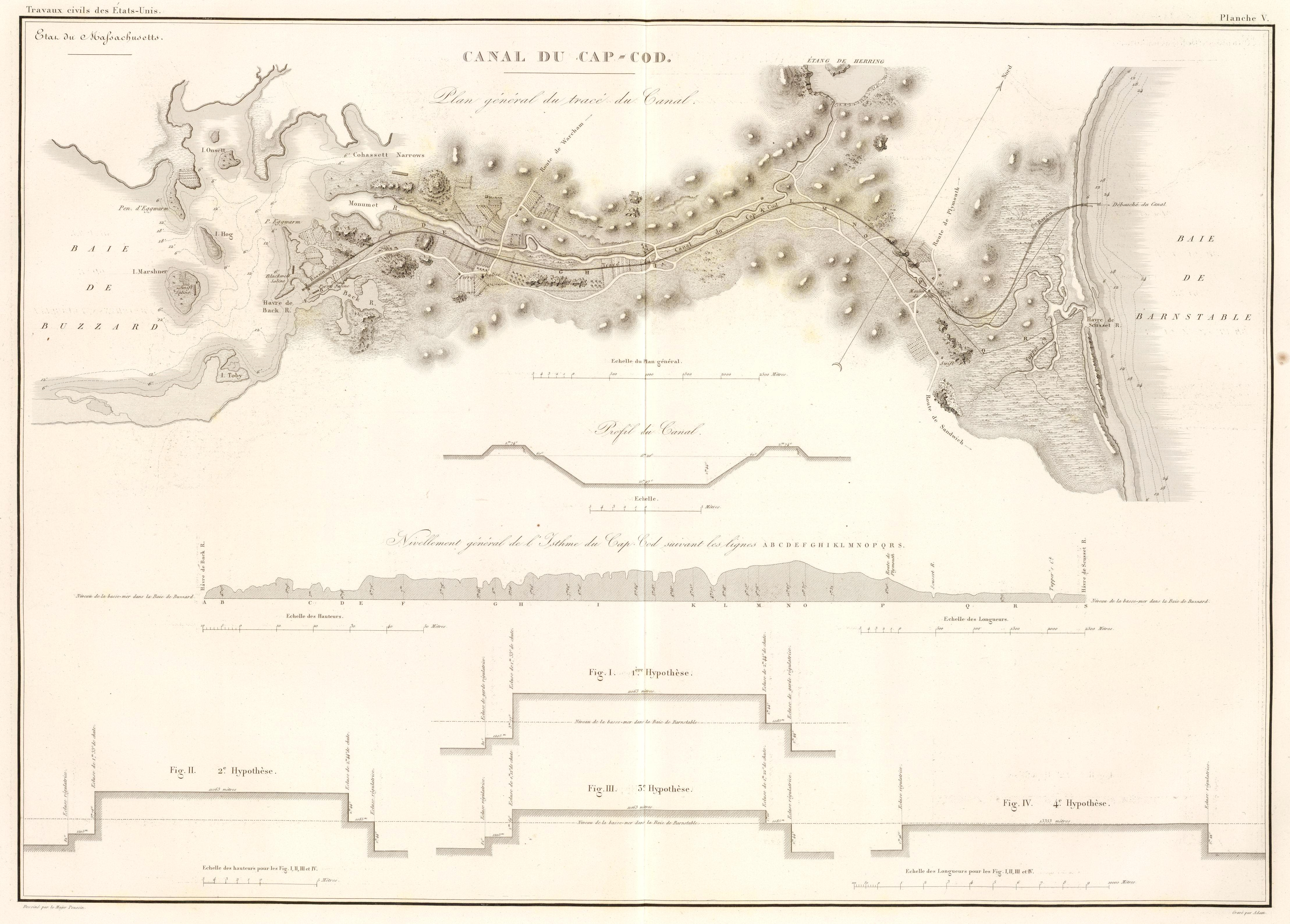
Früher Plan (1834) zeigt eine andere als die tatsächlich gebaute Trasse
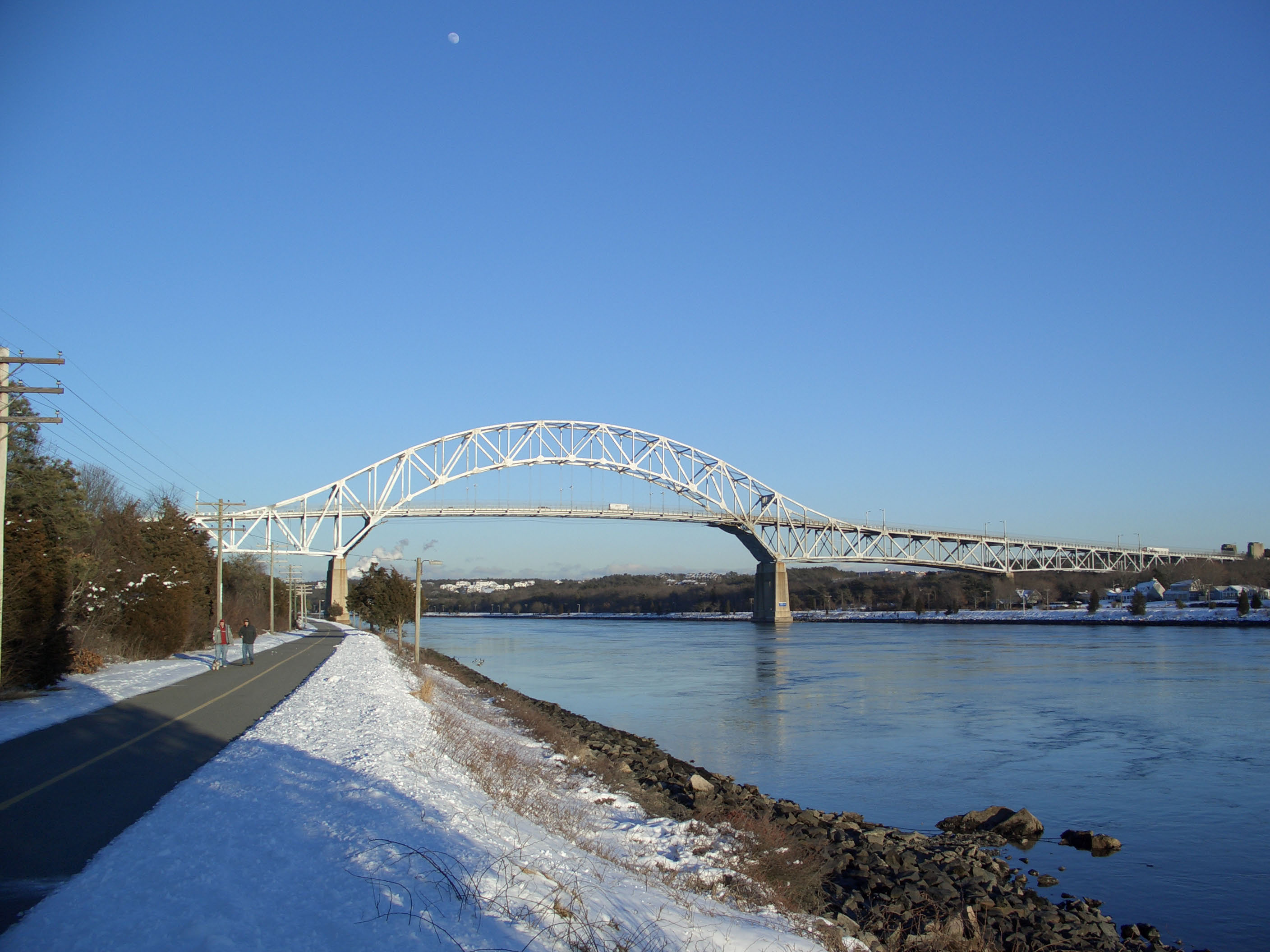
Bourne Bridge führt Route 28 über Cape Cod Canal
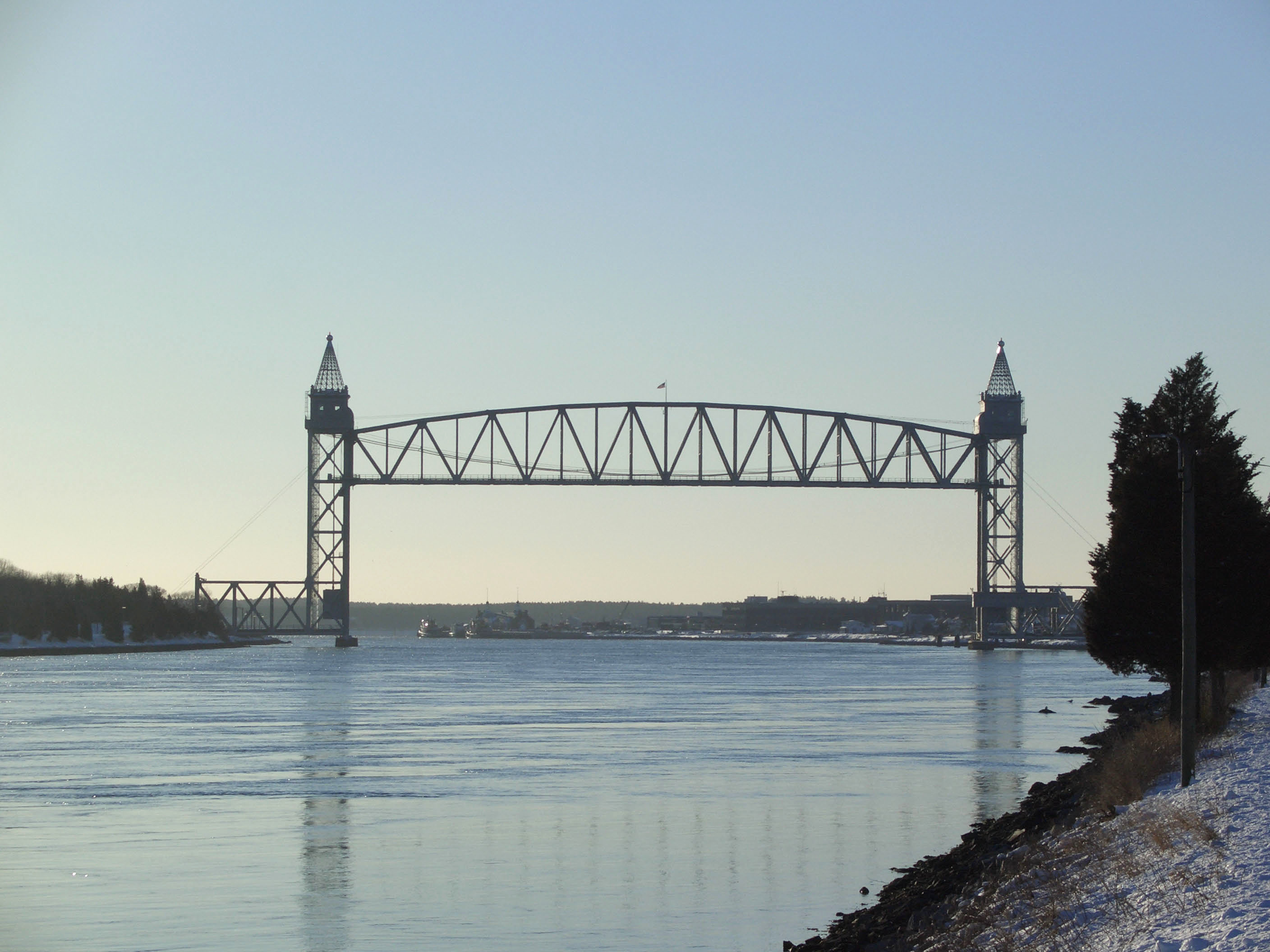
Cape Cod Canal Railroad Bridge (Buzzards Bay Railroad Bridge), Hubbrücke in Bourne für Eisenbahnverkehre zwischen Cape Cod und Festland
Sagamore Bridge führt Route 6 und Claire Saltonstall Bikeway zwischen Cape Cod und Festland
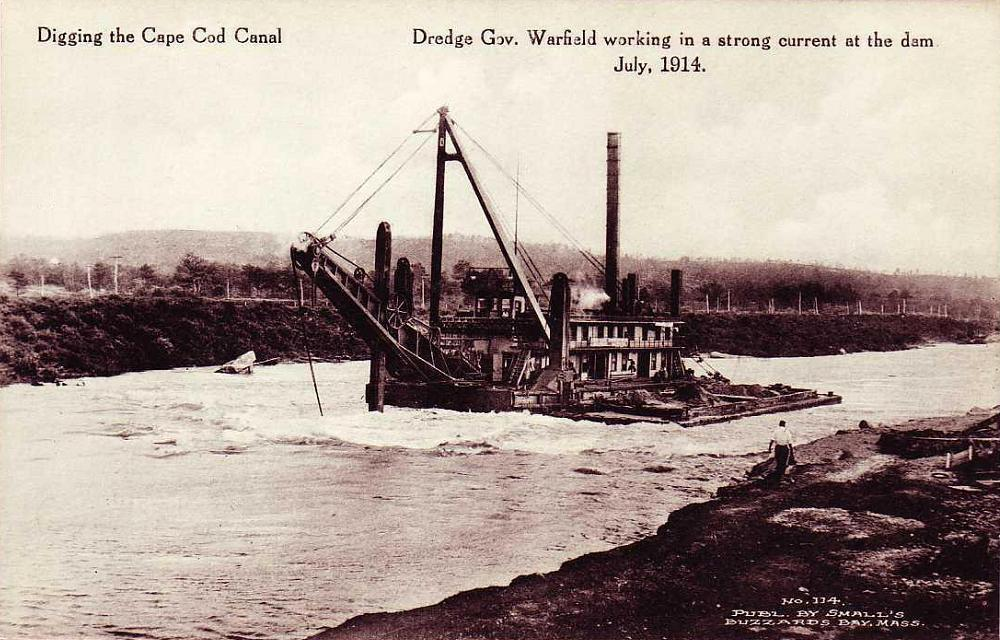
Baggerschiff Gov. Warfield beim Ausheben des Kanals (1914)
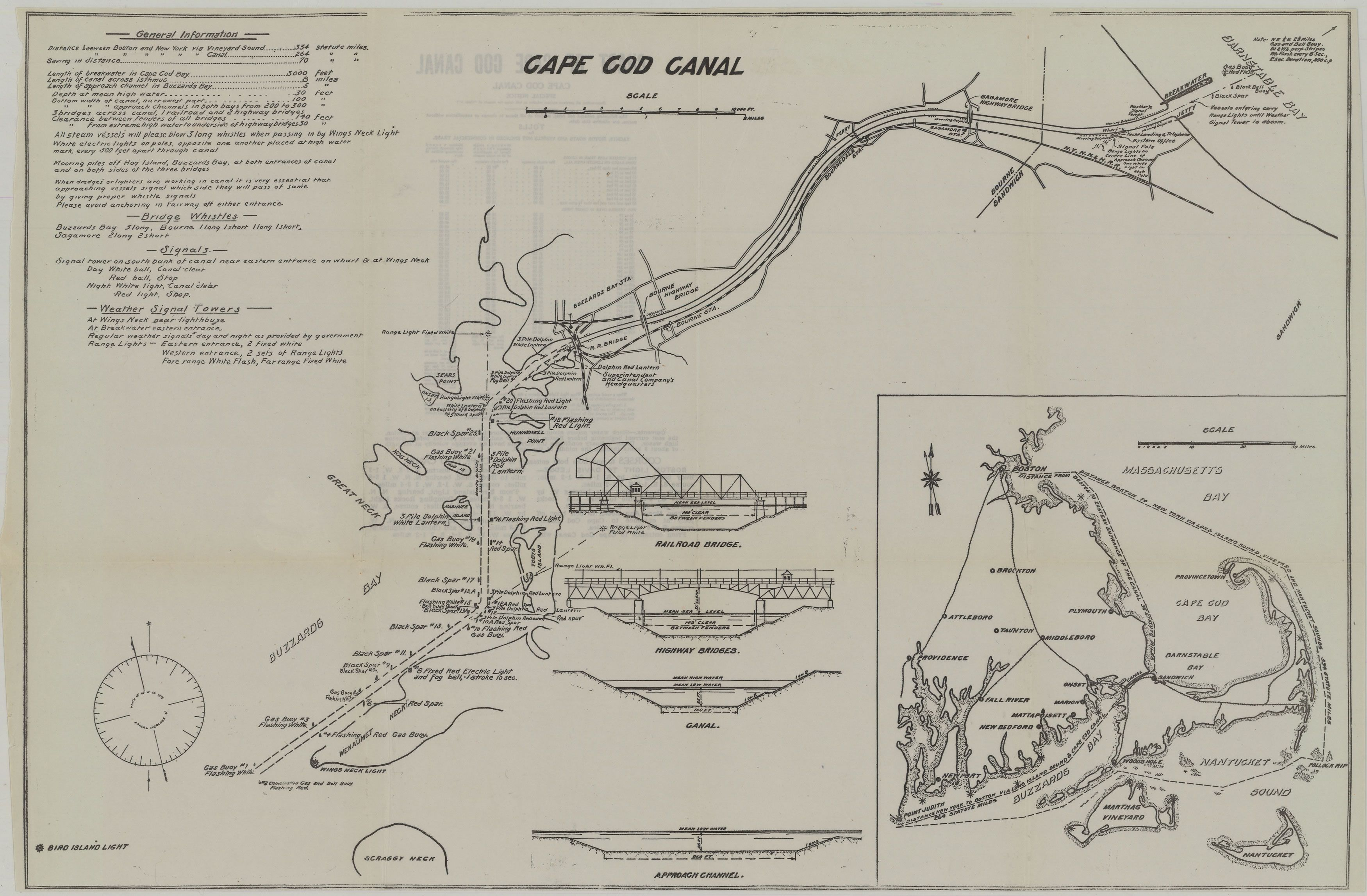
Karte (1922) verzeichnet Brücken, Anlegestellen und andere Merkmale